# 阿米里耶
36°6′42″N 6°52′56″E / 36.11167°N 6.88222°E

阿米里耶（阿拉伯语：‎），是阿爾及利亞的城鎮，位於該國東北部烏姆布瓦吉省，由錫古斯區負責管轄，面積165平方公里，2008年人口10,416，人口密度每平方公里63人。